# جی هاس
جی هاس (انگلیسی: Jay Haas؛ زادهٔ ۲ دسامبر ۱۹۵۳) یک گلف‌باز است.